# Трек III
Трек III — третий и последний студийный альбом свердловской рок-группы Трек, выпущенный в 1982 году как магнитоальбом. В 1996 году вошёл в состав официального двухдискового переиздания наследия группы — «Три альбома», изданного фирмой звукозаписи «En Face Tutti Records» (номер по каталогу ETR 013).

## Об альбоме
Запись происходила в июле — октябре 1982 г. По мнению звукорежиссёра группы «Полковника»:

От альбома к альбому мы набирались опыта — причем не только в области звукозаписи, но и музыкального. Поэтому на третьем альбоме нам было работать легче всего и на его запись музыканты шли как на праздник.— А.Гноевых. Из книги Александра Кушнира «100 магнитоальбомов советского рока»
Первой и последней композициями стали инструментальные пьесы:

Альбом открывался непродолжительным скрипично-гитарным «Гимном», сыгранным в духе наиболее сумрачных произведений Бетховена, а завершался оптимистичной и женственной пьеской «Навсегда», мелодию к которой написала Настя.— Из книги Александра Кушнира «100 магнитоальбомов советского рока»

Аркадий Застырец сочинил для этой музыки так и не спетый нами текст, от которого в окончательный вариант композиции вошло только название «Навсегда»— М. Перов. Из аннотации к сборнику «Трек. Лучшие песни 1980 - 1983»
При этом сам текст был опубликован на вкладке с текстами и во время распространения альбома на кассетах и магнитофонных катушках прилагался к оным.
На время заболевшего барабанщика группы Евгения Димова в трех композициях заменил Андрей «Пионер» Котов (в будущем в «Агате Кристи»).
Запись песни «Клей» примечательна многократными наложениями виртуозной гитары Перова (в общей сложности — 17 дублей!!!), а на пацифистских «Солдатиках» и «Как поверить ?!» добавлением «Полковником» различных звуковых эффектов: боем старинных часов, милицейской сирены, голосов прохожих и звуком ядерного взрыва на последней, сымитированного синтезатором пропущенным через гитарный флэнжер.
Песни «Гимн», «Клей», «Солдатики» помимо других авторских композиций, вошли позднее также в планирующуюся концептуальную программу «Некоторые вопросы, волнующие нас» (1983—1984), которая должна была исполняться совместно музыкантами «Трека» и группы «Урфин Джюс».
Песню «Навсегда» позже переписала для своего сольного альбома «Танец на цыпочках» её соавтор Настя Полева под названием «Forever». В указанный сборник вошла оригинальная фонограмма с альбома «Трек III» и дописанное продолжение, текст для которого (на английском языке) придумал Егор Белкин.

## Список композиций
Все тексты — Аркадий Застырец

Все аранжировки — Трек
| №  | Название                         | Музыка                                       | Длительность |
| -- | -------------------------------- | -------------------------------------------- | ------------ |
| 1. | «Гимн (Инструментал)»            | А. Балашов                                   | 1:25         |
| 2. | «Клей»                           | А. Балашов, М. Перов                         | 6:54         |
| 3. | «Рецепт «успеха»»                | А. Балашов                                   | 5:16         |
| 4. | «Несомненная польза размышлений» | Е. Димов, А. Балашов, М. Перов, И. Скрипкарь | 7:46         |
| 5. | «Солдатики»                      | А. Балашов, Е. Димов                         | 6:05         |
| 6. | «Как поверить ?!»                | А. Балашов, И. Скрипкарь                     | 8:11         |
| 7. | «Навсегда (Инструментал)»        | А. Балашов, А. Полева                        | 3:00         |

## Участники записи
Трек:
- Андрей Балашов — вокал, клавишные
- Михаил Перов — гитара, акустическая гитара, голос (5)
- Игорь Скрипкарь — бас-гитара, гитара (7), колокольчики (7), металлофон (5), флейта-пиколло (5), вокал
- Евгений Димов — ударные (кроме 1,4,5)
- Настя Полева — вокал (2,4,6)

Приглашенные музыканты:
- Андрей «Пионер» Котов — ударные (1,4,5)

Технический персонал
- Александр «Полковник» Гноевых — звукорежиссёр